# Kintzheim
Kintzheim – to miejscowość i gmina we Francji, w regionie Grand Est, w departamencie Dolny Ren.
Według danych na rok 1990 gminę zamieszkiwało 1449 osób, 77 os./km².